# Ryu Ga Gotoku Studio
Ryu Ga Gotoku Studio (яп. 龍が如くスタジオ, Рю Ґа Ґотоку Студіо) ― розробник відеоігор, що входить до складу японської компанії Sega як частина підрозділу Sega CS Research and Development No. 1 (яп. セガ 第一CS研究開発部, Sega daiichi shīēsu kenkyū kaihatsubu). Відомий розробкою ігор серії Like a Dragon, на честь якої названа студія починаючи з Yakuza 5.
Витоки студії сягають створеного в 1998 році окремого підрозділу Sega AM11, що в 1999 році перейменували на R&D4 або AM4. Її очолив Тошіхіро Наґоші, який приєднався до Sega AM2 в 1989 році і зазначений у титрах аркадних ігор Daytona USA та Virtua Striker. Для розробки Shenmue Наґоші попросив створити власний відділ.
У 2000 році підрозділ AM4 переформували з новою назвою — Amusement Vision, які здобули найбільшу популярність завдяки іграм Super Monkey Ball та F-Zero GX. У наступні роки відбулося кілька структурних змін: в ході реорганізації в 2003 ряд співробітників Smilebit перейшли до Amusement Vision, а роком пізніше Sega спільно з Sammy об'єдналися в Sega Sammy Holdings. Amusement Vision перейменували в New Entertainment R&D Dept., після чого перша гра у франшизі Like a Dragon з'явилася на прилавках магазинів. Ryū ga Gotoku Kenzan! (2008) стала останньою грою франшизи, розробленої студією під назвою New Entertainment R&D.
Починаючи з Yakuza 3 у Sega цей підрозділ називався CS1, аж до випуску Yakuza: Dead Souls. Першою грою випущеною з логотипом RGG (скор. від Ryu Ga Gotoku) стала Binary Domain, яка вийшла в Японії в лютому 2012 року. Згодом логотип студії RGG став використовуватися постійно та став способом брендування та створення власної ідентичності. Теперішня ітерація логотипу була представлена під час анонсу західного релізу Yakuza Kiwami 2 у 2018 році.
За словами чинного голови студії Йокоями Масайоші, студія не є організацією, а скоріше «концепцією» чи «виробничою командою». Тим не менш, логотип і назва студії стали більш пізнаваними на міжнародному рівні.

## Історія

### Amusement Vision
Тошіхіро Наґоші приєднався до Sega у 1989 році як дизайнер. Коли Sega почали розробляти 3D-ігри, такі як Virtua Racing, Наґоші активно використовував свої знання про кінематограф у виборі правильних кутів камери у тривимірному просторі, тоді як інші члени команди не мали подібного досвіду. Наґоші став продюсером, режисером і головним дизайнером Daytona USA, яка стала однією з найуспішніших аркадних ігор усіх часів. Далі він працював над іншою гоночною грою, Scud Race, яка, хоч і користувалася чималим попитом, але не стала настільки успішною, як Daytona USA. Зарекомендувавши себе створенням фінансово успішних аркадних перегонових ігор, Наґоші захотів відійти від цього жанру і розробив SpikeOut, яку описав як «особистий бунт», оскільки це був заснований на персонажах бойовик, де заплативши всього один раз, гравці могли грати тривалий час. Під час розробки Shenmue Наґоші попросив створити власний підрозділ розробників.
У 2000 році Sega реструктурували свої команди розробників аркад і консолей у дев'ять напівавтономних студій, які очолили найкращі творці компанії. У 2000 році Тошіхіро Наґоші став президентом Amusement Vision. Говорячи про початкові плани щодо AV, Наґоші висловив бажання розробляти оригінальну ІВ, а не сиквели до вже існуючих ігор. Він також не любив робити порти аркадних ігор, вважаючи, що консольні та аркадні ігри повинні розроблятися окремо і з урахуванням їх цільового ринку. З дев'яти студій, створених Sega, AV була найменшою, з приблизно 50 працівниками.
AV розробили і випустили аркадну гру Monkey Ball, яка вперше вийшла в японських аркадах у червні 2001 року, а потім отримала оновлену версію для GameCube — Super Monkey Ball. Після цього розпочалася співпраця з Nintendo. AV розробляли F-Zero GX за контрактом, тоді як Nintendo відповідали за її виробництво та публікацію. Зрештою, Nintendo були вражені продуктом, вважаючи його кроком вперед для своєї франшизи F-Zero.
Amusement Vision постійно випускали ігри з високими продажами, щороку залишаючись прибутковими. Наґоші отримав підвищення в Sega разом із Юджі Накою та Хісао Оґучі, які також керували прибутковими студіями Sonic Team та Hitmaker відповідно. Коли Огучі став президентом компанії в 2003 році, він оголосив про свій намір консолідувати студії Sega в «чотири або п'ять основних операцій». В рамках консолідації, ряд співробітників Smilebit перейшли до Amusement Vision. Smilebit вважалася менш комерційно успішною студією, ніж AV, і також більше орієнтувалася на ринок консолей, але мала високі технічні навички. Наґоші довелося думати, як використати вміння кожного з них якнайкраще. Коли у Наґоші виникла ідея гри, що зображає японський злочинний світ, Масайоші Кікучі, який раніше працював над серією Jet Set Radio у Smilebit, погодився на цю концепцію. За збігом обставин він був шанувальником кримінальних драм про якудзу, і у нього також виникло бажання перенести цю атмосферу в гру.
У 2004 році Sammy Corporation придбали контрольний пакет акцій Sega і створили новий розважальний конгломерат Sega Sammy Holdings. Відтоді Sega і Sammy стали дочірніми компаніями вищезгаданого холдингу, причому обидві компанії працювали незалежно, а виконавчі відділи об'єдналися. До придбання Sammy, Sega почали процес реінтеграції своїх дочірніх компаній у головну компанію, який завершився до жовтня 2004 року. Sega також знову реструктурували студії розробки, зібравши їх у підрозділи Global Entertainment, Amusement Software та New Entertainment R&D.

### Заснування і розвиток франшизиYakuza/Like a Dragon
До 2005 року більшість членів Amusement Vision працювали у відділі досліджень і розробок New Entertainment R&D Dept. Оскільки від відомого своїми успішними аркадами Тошіхіро Наґоші очікували абсолютно іншого, перша гра франшизи Like a Dragon мала складний цикл розробки. Перший концепт був відхилений вищим керівництвом. Генеральний директор Sega Sammy, Хаджіме Сатомі, випадково побачив ігрові кадри Like a Dragon, які були силоміць просунуті в прев'ю майбутніх ігор Sega, незважаючи на те, що офіційно ця гра ще не була затвердженим проєктом. Ідея зацікавила Сатомі, хоча керівники Sega були незадоволені таким кроком. Однак завдяки наполегливості Наґоші проєкт все ж вдалося запустити.
Проєкт був ризикованим, оскільки не було жодних оцінок щодо того, як ринок сприйме гру, орієнтовану лише на дорослих японських чоловіків, в основі якої лежить японський злочинний світ. Найвища оцінка становила лише 70 000 копій в Японії. Однак з часом гра розійшлася накладом понад 1 млн копій. За словами Наґоші, це додало команді впевненості, щоб не зупинятися на досягнутому і продовжувати розвивати гру в серіал. Всі співробітники Amusement Vision та Smilebit мали досвід роботи над багатьма різними консольними та аркадними іграми, однак, Like a Dragon була абсолютно новим досвідом для всіх. Кожен елемент гри повинен був спочатку пройти через Наґоші, тому що тільки він мав конкретне уявлення про кінцевий продукт. Деяким співробітникам не подобалася така невизначеність, тож цикл розробки супроводжувався виходом з проєкту певної кількості розробників. Коли гра переросла у франшизу, розробники отримали більше свободи і незалежності щодо того, які елементи вносити в гру, завдяки встановленим Наґоші правилам. Таким чином, ігри ставали більш різноманітними в міру того, як серія продовжувалася. Початковою цільовою аудиторією були дорослі японські чоловіки, але з часом аудиторія серії розширилася за рахунок жінок, а також гравців з-за кордону, хоча основною цільовою аудиторією все ще залишаються дорослі японські чоловіки.
На думку Наґоші, команда розробників серії Like a Dragon завжди повинна мати відчуття виклику. Для другої гри серії вони спочатку думали про дворічний цикл розробки, але після обговорення вирішили, що щорічний випуск гри буде краще утримати увагу аудиторії, хоча це означатиме більше роботи для них. Перший спіноф, Ryū ga Gotoku Kenzan!, команда випустила всього за рік з невеликим і потім проводила семінари в Японії, пояснюючи, як розробити HD-гру за 10 місяців.
Хоча деякі речі стали рутиною, кожна гра все ще залишається важкою роботою для команди, але фан-база підтримує мотивацію Наґоші. Наґоші пояснює, що швидкий графік випуску однієї гри на рік з величезною кількістю контенту базується на бажанні команди постійно надавати фанатам не тільки те, що вони хочуть, але й дивувати їх.
Yakuza 0 значно збільшила фан-базу на міжнародному рівні. Попередні локалізовані частини не завжди виправдовували очікування з точки зору продажів. Yakuza 0, будучи приквелом, стала легкою точкою входу для нових фанатів, а досвід нещодавно об'єднаної компанії Atlus USA став фактором її успіху. Це також призвело до того, що попередні ігри отримали ремастери та ремейки у вигляді двох ремейків Yakuza Kiwami та Yakuza Kiwami 2, а також ремастерів Yakuza 3, Yakuza 4 та Yakuza 5. Продюсер Дайсуке Сато поставив перед собою задачу вивести цю франшизу з нішевого ринку Японії на міжнародний рівень.
У жовтні 2021 року Sega оголосили, що Тошіхіро Наґоші та Дайсуке Сато залишають компанію після десятиліть роботи в ній. У зв'язку з цим новим керівником студії замість Наґоші, який обіймав цю посаду від самого початку, стане продюсер серіалів і сценарист Масайоші Йокояма. Зі зміною керівництва студія підтвердила, що працює над продовженням під назвою Yakuza: Like a Dragon.

### Сценарій
Головним автором сценаріїв більшості ігор серії був Масайоші Йокояма, який раніше працював старшим планером Jet Set Radio та режисером Ollie King. Під час розробки першої гри гаслом стало: «Скажений якудза і дівчинка вартістю у 10 млрд єн», а різні члени команди мали змогу запропонувати свою історію. Пропозиція Йокоями вирізнялася тим, що замість того, щоб зосередитися на великому сюжетному повороті, який стосувався дитини та 10 млрд, він склав діаграму кореляції персонажів і пояснив, як різні персонажі пов'язані один з одним. Загалом Йокояма зосереджується на розважальних персонажах і сценах, і лише наприкінці роботи над сценарієм визначає головного антагоніста, зосереджуючись на тому, з ким було б найцікавіше битися як з фінальним босом. Сам Йокояма не читає романів і не має досвіду написання сценаріїв, а надихається здебільшого візуальними медіа, такими як кіно та телешоу. Для перших двох ігор серії редактором сценаріїв Йокоями був кримінальний письменник Хасе Сейшу. Він жорстко розкритикував перший проєкт, припустивши, що йому бракує реалізму, тому Йокояма провів подальші дослідження і відкоригував сценарій на свій лад. Для другої гри Йокоямі знадобився лише один раунд редагування від Сейшу. Наґоші брав активну участь у створенні сценаріїв і відстоював різні елементи, що з'явилися в Yakuza 3, такі як більш зворушлива атмосфера з дітьми в сиротинці, повернення Джоджі Казами, а також запропонував ключові слова для основної сюжетної лінії: «захист» та «основа». Для Yakuza 2 золотий Замок Осака також був ідеєю Наґоші. Для Yakuza: Like a Dragon Наґоші хотів написати всі репліки за Саеко. Щодо фіналу, то Наґоші наполягав на оптимістичному варіанті, як у голлівудських фільмах, тоді як решта сценаристів дотримувалася інших правил, ніж у західному кінематографі.
Інший автор — Цуйоші Фурута, який написав сценарії Judgment та Lost Judgment. До цих ігор Фурута був одним зі сценаристів Yakuza 0, і Наґоші вважав його найкращим вибором для написання сценарію, який би відрізнявся від основної серії франшизи. Фурута почав свою кар'єру ігрового сценариста не в Sega, а в Spike Chunsoft і працював над 428: Shibuya Scramble.

### Інші проєкти
Одним зі сторонніх проєктів студії стала гра Binary Domain, яка, на відміну від серії Like a Dragon, була спробою зробити щось для міжнародної аудиторії. Однак ця гра зазнала комерційного провалу, продавши лише 20 000 копій у Північній Америці до квітня 2012 року. Це змусило команду замислитися над тим, що «краще продовжувати створювати автентичні японські ігри, ніж вдавати з себе тих, ким вони не є». Саме технології з Binary Domain заклали основу для нового рушію Dragon Engine, розробленого для Yakuza 6 і використаного у наступних іграх серії. Рушій Dragon Engine також був позичений для Virtua Fighter 5: Ultimate Showdown, яка розроблялася спільно з Sega AM2.
Наґоші розповів, що для серії Super Monkey Ball він запустив процес розробки на самому початку, але зі створенням наступних ігор серії, вже інші співробітники продовжили його справу. Джун Токухара, який приєднався до команди у 1999 році як програміст, створив такі ігри серії, як Super Monkey Ball: Step & Roll, Super Monkey Ball 3D та Super Monkey Ball: Banana Splitz. Між цим він працював над міні-іграми у Ryu Ga Gotoku: Kenzan та Yakuza 3. Розмови про повернення до франшизи Super Monkey Ball велися серед команди, але нічого не вийшло через труднощі з набором потрібної кількості людей. Головний планувальник студії Масао Шіросакі роздумував, над чим працювати далі після завершення розробки Judgment і вибрав ремастер Banana Blitz, заявивши, що в разі успіху можливі ремейки інших частин, а також нова гра. Хоча спочатку не було жодних офіційних повідомлень від Sega про результати Banana Blitz HD, ремейк перших 3 ігор Super Monkey Ball, Super Monkey Ball Banana Mania, який повертає серію до її витоків, в кінцевому підсумку втілився в реальність. Пізніше Широсакі розповів в інтерв'ю у вересні 2021 року, що Banana Blitz HD дійсно отримала велику підтримку від фанатів. Брендинг RGG Studio не використовувався в азійських регіонах гри.
CS1 перейшла до мобільних ігор, випустивши Ryu Ga Gotoku Mobile для Gree та Kingdom Conquest для iOS. Команда, яка займалася цими мобільними іграми, сформувала нову команду і покинула CS1, щоб створити новий підрозділ, присвячений виключно цим мобільним іграм. Його очолив продюсер Like a Dragon Масайоші Кікучі, таким чином, фактично покинувши студію, де останньою роботою була Yakuza 5.

## Розроблені відеоігри
| Рік                            | Назва                                             | Платформи                                                                                   | Прим.               |
| Як Amusement Vision            | Як Amusement Vision                               | Як Amusement Vision                                                                         | Як Amusement Vision |
| ------------------------------ | ------------------------------------------------- | ------------------------------------------------------------------------------------------- | ------------------- |
| 1998                           | SpikeOut                                          | Аркада                                                                                      |                     |
| 2000                           | Planet Harriers                                   | Аркада                                                                                      |                     |
| 2000                           | Daytona USA 2001                                  | Dreamcast                                                                                   |                     |
| 2001                           | Super Monkey Ball                                 | Аркада, GameCube                                                                            |                     |
| 2002                           | Super Monkey Ball 2                               | GameCube                                                                                    |                     |
| 2002                           | Virtua Striker 3                                  | Аркада, GameCube                                                                            |                     |
| 2003                           | F-Zero GX                                         | GameCube                                                                                    |                     |
| 2003                           | F-Zero AX                                         | Аркада                                                                                      |                     |
| 2004                           | Ollie King                                        | Аркада                                                                                      |                     |
| 2004                           | Shining Force                                     | Game Boy Advance                                                                            |                     |
| Як New Entertainment / CS1 R&D |                                                   |                                                                                             |                     |
| 2005                           | Super Monkey Ball Touch & Roll                    | Nintendo DS                                                                                 |                     |
| 2005                           | Yakuza                                            | PlayStation 2                                                                               |                     |
| 2006                           | Super Monkey Ball: Banana Blitz                   | Wii                                                                                         |                     |
| 2006                           | Yakuza 2                                          | PlayStation 2                                                                               |                     |
| 2008                           | Ryū ga Gotoku Kenzan!                             | PlayStation 3                                                                               |                     |
| 2009                           | Yakuza 3                                          | PlayStation 3                                                                               |                     |
| 2010                           | Super Monkey Ball: Step & Roll                    | Wii                                                                                         |                     |
| 2010                           | Yakuza 4                                          | PlayStation 3                                                                               |                     |
| 2010                           | Kurohyō: Ryū ga Gotoku Shinshō                    | PlayStation Portable                                                                        |                     |
| 2011                           | Super Monkey Ball 3D                              | Nintendo 3DS                                                                                |                     |
| 2011                           | Yakuza: Dead Souls                                | PlayStation 3                                                                               |                     |
| Як Ryu Ga Gotoku Studio        |                                                   |                                                                                             |                     |
| 2012                           | Binary Domain                                     | Microsoft Windows, PlayStation 3, Xbox 360                                                  |                     |
| 2012                           | Kurohyō 2: Ryū ga Gotoku Ashura hen               | PlayStation Portable                                                                        |                     |
| 2012                           | Ryū ga Gotoku 1&2 HD                              | PlayStation 3, Wii U                                                                        |                     |
| 2012                           | Yakuza 5                                          | PlayStation 3                                                                               |                     |
| 2014                           | Like a Dragon: Ishin!                             | PlayStation 3, PlayStation 4                                                                |                     |
| 2015                           | Yakuza 0                                          | Microsoft Windows, PlayStation 3, PlayStation 4, Xbox One, Amazon Luna                      |                     |
| 2016                           | Yakuza Kiwami                                     | Microsoft Windows, PlayStation 3, PlayStation 4, Xbox One                                   |                     |
| 2016                           | Yakuza 6: The Song of Life                        | Microsoft Windows, PlayStation 4, Xbox One                                                  |                     |
| 2017                           | Yakuza Kiwami 2                                   | Microsoft Windows, PlayStation 4, Xbox One                                                  |                     |
| 2018                           | Fist of the North Star: Lost Paradise             | PlayStation 4                                                                               |                     |
| 2018                           | Yakuza 3 Remastered                               | Microsoft Windows, PlayStation 4, Xbox One                                                  |                     |
| 2018                           | Ryū ga Gotoku Online                              | Microsoft Windows, Android, iOS                                                             |                     |
| 2018                           | Judgment                                          | PlayStation 4                                                                               |                     |
| 2019                           | Yakuza 4 Remastered                               | Microsoft Windows, PlayStation 4, Xbox One                                                  |                     |
| 2019                           | Yakuza 5 Remastered                               | Microsoft Windows, PlayStation 4, Xbox One                                                  |                     |
| 2019                           | Super Monkey Ball: Banana Blitz HD                | Microsoft Windows, PlayStation 4, Xbox One, Nintendo Switch                                 |                     |
| 2020                           | Yakuza: Like a Dragon                             | Microsoft Windows, PlayStation 4, PlayStation 5, Xbox One, Xbox Series X/S                  |                     |
| 2021                           | Judgment Remastered                               | Microsoft Windows, PlayStation 5, Xbox Series X/S, Stadia                                   |                     |
| 2021                           | Virtua Fighter 5: Ultimate Showdown               | PlayStation 4                                                                               |                     |
| 2021                           | Lost Judgment                                     | Microsoft Windows, PlayStation 4, PlayStation 5, Xbox One, Xbox Series X/S                  |                     |
| 2021                           | Super Monkey Ball Banana Mania                    | Microsoft Windows, PlayStation 4, PlayStation 5, Xbox One, Xbox Series X/S, Nintendo Switch | [ 46 ]              |
| 2023                           | Like a Dragon: Ishin!                             | Microsoft Windows, PlayStation 4, PlayStation 5, Xbox One, Xbox Series X/S                  |                     |
| 2023                           | Like a Dragon Gaiden: The Man Who Erased His Name | Microsoft Windows, PlayStation 4, PlayStation 5, Xbox One, Xbox Series X/S                  |                     |
| 2024                           | Like a Dragon: Infinite Wealth                    | Microsoft Windows, PlayStation 4, PlayStation 5, Xbox One, Xbox Series X/S                  |                     |
| 2024                           | Super Monkey Ball Banana Rumble                   | Nintendo Switch                                                                             |                     |
| 2025                           | Virtua Fighter 5 R.E.V.O.                         | Microsoft Windows                                                                           |                     |
| 2025                           | Like a Dragon: Pirate Yakuza in Hawaii            | Microsoft Windows, PlayStation 4, PlayStation 5, Xbox One, Xbox Series X/S                  | [ 51 ]              |
| 2025                           | Yakuza 0 Director's Cut                           | Nintendo Switch 2                                                                           | [ 52 ]              |
| ЩНВ                            | Stranger Than Heaven                              | ЩНВ                                                                                         | [ 53 ]              |